# Драгичевић
Драгичевић је јужнословенско презиме. Познати људи са овим презименом су:
- Владимир Драгичевић (1986), кошаркаш
- Давид Драгичевић (1997–2018), Србин који је преминуо под сумњивим околностима
- Милорад Драгићевић (1904–1975), фудбалер
- Првослав Драгићевић (1914–1974), фудбалски менаџер и играч
- Рајна Драгићевић, лингвиста, лексиколог и лексикограф
- Тадија Драгићевић (1986), кошаркаш, Страхињин брат близанац
- Тамара Драгичевић (1989), глумица и манекенка